# سن التدخين

الحد الأدنى للسن القانوني لشراء التبغ حسب البلد(2022)
غير قانوني في أي عمر
الحد الأدنى للعمر هو 21
الحد الأدنى للعمر هو 20
الحد الأدنى للعمر هو 19
الحد الأدنى للعمر هو 18
الحد الأدنى للعمر هو 17
الحد الأدنى للعمر هو 16
لا يوجد تنظيم/لا يوجد عمر محدد

سن التدخين هو الحد الأدنى للسن القانوني المطلوب لشراء أو استخدام منتجات التبغ أو الماريغوانا.معظم البلدان لديها قوانين تحظر بيع منتجات التبغ للأشخاص الذين تقل أعمارهم عن أعمار معينة,وعادة ما تكون سن الرشد.
لا تناقش هذه المقالة لائحة تنظيم السجائر الإلكترونية.

## القوانين حسب المنطقة

### إفريقيا

الحد الأدنى لسن شراء التبغ في إفريقيا اعتبارًا من عام2015:
الحد الأدنى للعمر هو 21
الحد الأدنى للعمر هو 19
الحد الأدنى للعمر هو 18
الحد الأدنى للعمر هو 16
لا يوجد حد أدنى للعمر

| الدولة                      | حكم القانون                                                    | حكم القانون                            | الملاحظات |
| الدولة                      | السن القانوني لتدخين أي من منتجات التبغ                        | السن القانوني لشراء أي من منتجات التبغ | الملاحظات |
| --------------------------- | -------------------------------------------------------------- | -------------------------------------- | --- |
| الجزائر                     | لا يوجد                                                        | 19                                     | من غير القانوني بيع منتجات التبغ للقاصرين الذين تقل أعمارهم عن18عامًا. (الفصل الرابع المشاكل الصحية المادة93:"يحظر بيع التبغ أو منتجاته للقاصرين.")السن القانوني لشراء منتجات التبغ هو18عامًا منذ يونيو1984.                           |
| أنغولا                      | لا يوجد                                                        | 18                                     | من غير القانوني بيع التبغ للقاصرين الذين تقل أعمارهم عن18عامًا. |
| بنين                        | لا يوجد                                                        | 18                                     | [ 3 ] |
| بوتسوانا                    | لا يوجد                                                        | 18                                     | من غير القانوني بيع التبغ للقاصرين الذين تقل أعمارهم عن18عامًا.يجب على أي شخص يبيع أي منتج من منتجات التبغ,بالتجزئة,أن يعرض بوضوح للجمهور إشعارًا مفاده أن بيع أي منتج من منتجات التبغ لشخص يقل عمره عن18عامًا ممنوع.                   |
| بوركينا فاسو                | لا يوجد                                                        | 18                                     | [ 5 ] |
| بوروندي                     | لا يوجد                                                        | 18                                     | من غير القانوني بيع السجائر لأي شخص يقل عمره عن18عامًا ولا يتم تنظيم منتجات التبغ الأخرى. |
| الكاميرون                   | لا يوجد                                                        | لا يوجد                                | |
| الرأس الأخضر                | لا يوجد                                                        | لا يوجد                                | |
| جمهورية إفريقيا الوسطى      | لا يوجد                                                        | لا يوجد                                | |
| تشاد                        | 18                                                             | 18                                     | من غير القانوني بيع التبغ لقاصر.لا يجوز للقاصرين والنساء الحوامل التدخين في الأماكن العامة. |
| جزر القمر                   | لا يوجد                                                        | 18                                     | يحظر بيع منتجات التبغ للقاصرين.يجب على بائعي منتجات التبغ أن يعرضوا بشكل واضح وبارز في نقاط البيع الخاصة بهم إشعارًا بحظر بيع التبغ للقاصرين.                                                                                         |
| جمهورية الكونغو             | 18                                                             | 18                                     | [ 9 ] |
| جمهورية الكونغو الديمقراطية | 18                                                             | 18                                     | من غير القانوني أن يدخن القاصرون في الأماكن العامة,كما أنه من غير القانوني أن يقوم أي شخص بإعطاء أو بيع التبغ لقاصر. (الأمر الوزاري رقم1250المادة1:يمنع منعا باتا استعمال وبيع وشراء واستهلاك التبغ ومنتجاته ومشتقاته على القاصرين). |
| جيبوتي                      | لا يوجد                                                        | 16                                     | من غير القانوني بيع منتجات التبغ لقاصر يقل عمره عن16عامًا.يجب وضع إشعار بقيود البيع في نقطة البيع. |
| مصر                         | 18                                                             | 18                                     | يحظر بيع منتجات التبغ للأشخاص الذين تقل أعمارهم عن18عامًا. |
| غينيا الاستوائية            | 18                                                             | 18                                     | [ 12 ] |
| إريتريا                     | لا يوجد                                                        | 18                                     | [ 13 ] |
| إثيوبيا                     | لا يوجد                                                        | 18                                     | "لا يجوز لأي شخص أن يقوم بشكل مباشر أو غير مباشر بإعطاء أو توفير أو بيع أي منتج من منتجات التبغ لشخص يقل عمره عن18عامًا." |
| الغابون                     | لا يوجد                                                        | 18                                     | [ 15 ] |
| غامبيا                      | لا يوجد                                                        | لا يوجد                                | |
| غانا                        | 18                                                             | 18                                     | [ 16 ] |
| غينيا بيساو                 | لا يوجد                                                        | لا يوجد                                | |
| كينيا                       | لا يوجد                                                        | 18                                     | من غير القانوني بيع منتجات التبغ لأي شخص يقل عمره عن18عامًا.لا يوجد حد أدنى لسن حيازة التبغ أو التدخين في الأماكن العامة. |
| ليسوتو                      | لا يوجد                                                        | لا يوجد                                | |
| ليبيريا                     | 18                                                             | 18                                     | من غير القانوني بيع أو توفير التبغ لقاصر.لا يجوز للقاصرين استخدام التبغ في أي مكان عام. |
| ليبيا                       | لا يوجد                                                        | 18                                     | يمنع منعا باتا بيع أي منتج من منتجات التبغ لشخص يقل عمره عن18عاما. |
| مدغشقر                      | لا يوجد                                                        | 18                                     | [ 20 ] |
| مالاوي                      | لا يوجد                                                        | لا يوجد                                | |
| مالي                        | لا يوجد                                                        | 18                                     | [ 21 ] |
| موريشيوس                    | 18                                                             | 18                                     | يجب أن يكون عمر الشخص18عامًا حتى يتمكن من شراء أو تدخين السجائر بما في ذلك أي منتجات تبغ كما هو موضح في لوائح الصحة العامة(القيود المفروضة على منتجات التبغ)لعام1999,القسم.2(هـ)(ط)).                                                 |
| المغرب                      | لا يوجد                                                        | لا يوجد                                | |
| موزمبيق                     | لا يوجد                                                        | 18                                     | [ 22 ] |
| ناميبيا                     | لا يوجد                                                        | 18                                     | من غير القانوني بيع أو توفير التبغ لقاصر. لا يوجد حد أدنى للسن قبل14أبريل2010. |
| النيجر                      | لا يوجد (للدخول الى غرف ومرافق التدخين يجب الا يقل العمر عن18) | 18                                     | من غير القانوني بيع منتجات التبغ لقاصر.لا يجوز للقاصرين دخول أي غرفة أو منشأة للتدخين يسمح فيها القانون بالتدخين. لا يوجد حد أدنى للسن قبل17يوليو2008.                                                                               |
| نيجيريا                     | لا يوجد                                                        | 18                                     | من غير القانوني بيع أو إعطاء أو توريد منتجات التبغ إلى القاصرين.لا يوجد حد أدنى للسن قبل17يوليو2008. |
| جمهورية الكونغو             | لا يوجد                                                        | لا يوجد                                | |
| رواندا                      | لا يوجد                                                        | 18                                     | يحظر إشراك أي شخص أقل من18عاماً في شراء وبيع وتبادل التبغ ومنتجاته.كما يحظر على البائع بيع التبغ ومنتجاته لمن يقل عمره عن18عاما. |
| ساو تومي وبرينسيب           | لا يوجد                                                        | 16                                     | [ 27 ] |
| السنغال                     | لا يوجد                                                        | 18                                     | من غير القانوني بيع أو إعطاء التبغ لشخص يقل عمره عن18عامًا.(الفصل الثالث.-الوصول إلى منتجات التبغ:المادة17يحظر بيع أو عرض أو جعل القاصرين يبيعون التبغ أو أي منتج من منتجات التبغ).                                                   |
| سيشل                        | 18                                                             | 18                                     | [ 29 ] |
| الصومال                     | لا يوجد                                                        | لا يوجد                                | |
| جنوب إفريقيا                | 18                                                             | 18                                     | من غير القانوني بيع أو تقديم أي منتج من منتجات التبغ لشخص يقل عمره عن18عامًا. |
| جنوب السودان                | لا يوجد                                                        | لا يوجد                                | |
| إسواتيني                    | لا يوجد                                                        | 18                                     | من غير القانوني بيع التبغ وإعطاءه لأي شخص يقل عمره عن18عامًا. |
| السودان                     | لا يوجد (للدخول الى غرف ومرافق التدخين يجب الا يقل العمر عن18) | 18                                     | من غير القانوني بيع أو إعطاء التبغ لقاصر.لا يجوز أيضًا لأي شخص يقل عمره عن18عامًا التعامل مع التبغ أو تخزينه أو العمل فيه أو إنتاجه أو أي شيء من هذا القبيل.                                                                           |
| تنزانيا                     | 18                                                             | 18                                     | من غير القانوني بيع أو إعطاء منتجات التبغ للقاصر,كما يحظر تدخين منتجات التبغ إذا كان عمر الفرد أقل من18عامًا. |
| توغو                        | لا يوجد                                                        | 18                                     | من غير القانوني بيع أو إعطاء أي منتج من منتجات التبغ لقاصر. |
| تونس                        | لا يوجد                                                        | لا يوجد                                | [ 35 ] |
| أوغندا                      | لا يوجد                                                        | 21                                     | من غير القانوني لأي شخص يقل عمره عن21عامًا الحصول على السجائر. |
| زامبيا                      | لا يوجد                                                        | 16                                     | من غير القانوني بيع التبغ لأي شخص يقل عمره عن16عامًا.ولا يوجد حد أدنى لسن الاستهلاك والحيازة في الأماكن العامة. لا يوجد حد أدنى للسن قبل1يناير1993.                                                                                   |
| زيمبابوي                    | لا يوجد                                                        | 18                                     | من غير القانوني بيع أو إعطاء منتجات التبغ لأي شخص يقل عمره عن18عامًا.ولا يجوز للقاصرين بيع التبغ. |

### الأمريكتين
| البلد | حكم القانون       | حكم القانون | الملاحظات |
| البلد | سن التدخين        | سن الشراء   | الملاحظات |
| --- | ----------------- | ----------- | --- |
| أنتيغوا وباربودا | 18                | 18          | [ 39 ] |
| الأرجنتين | لا يوجد           | 18          | من غير القانوني بيع منتجات التبغ للقاصرين. |
| باهاماس | لا يوجد           | 18          | [ 41 ] |
| بليز | لا يوجد           | لا يوجد     | |
| برمودا | لا يوجد           | 18          | لا يجوز لأي شخص بيع أو تقديم أي سجائر أو تبغ أو منتجات تبغ لقاصر.يجب على الشخص الذي يبيع أو يقدم أي سجائر أو تبغ أو منتجات تبغ لشخص يبدو أنه أقل من25عامًا,قبل بيعها أو توريدها,التأكد,من خلال طلب إثبات هوية يحمل صورة,من أن هذا الشخص ليس قاصرًا. |
| بوليفيا | لا يوجد           | 18          | يحظر بيع منتجات التبغ للقاصرين الذين تقل أعمارهم عن18عامًا. |
| البرازيل | لا يوجد           | 18          | من غير القانوني"بيع المنتجات التي يمكن أن تسبب مكوناتها إدماناً جسدياً أو نفسياً,حتى ولو من خلال الاستخدام غير السليم".ويشمل ذلك أيضًا منتجات التبغ من أي نوع. |
| الجزر العذراء البريطانية | لا يوجد           | 18          | من غير القانوني بيع أو عرض بيع التبغ لأي شخص يقل عمره عن18عامًا.ليس من غير القانوني للقاصرين شراء أو امتلاك أو استهلاك التبغ. |

الحد الأدنى لسن شراء التبغ في كندا,جرينلاند,المكسيك,والولايات المتحدة اعتبارًا من ديسمبر2019*
الحد الأدنى للعمر هو 21
الحد الأدنى للعمر هو 19
الحد الأدنى للعمر هو 18
- وقد تشمل القوانين التي لم تدخل حيز التنفيذ بعد.

| كندا \| مقاطعة/الإقليم \| سن التدخين \| سن الشراء \| الملاحظات \| \| حكومة كندا \| لا يوجد \| 18[46] \| من غير القانوني بيع أو تقديم منتجات التبغ لقاصر يقل عمره عن18عامًا. كان الحد الأدنى للسن16عامًا قبل عام1994.[47] \| \| ألبرتا \| 18[48] \| 18[48] \| من غير القانوني بيع أو تقديم منتجات التبغ لقاصر يقل عمره عن18عامًا. \| \| كولومبيا البريطانية \| لا يوجد \| 19[49] \| \| \| مانيتوبا \| لا يوجد \| 18[50] \| من غير القانوني بيع أو إعطاء أو شراء أو إقراض أو تقديم منتجات التبغ لأي شخص يقل عمره عن18عامًا.يمكن للوالدين تقديم منتجات التبغ لأطفالهم في الممتلكات الخاصة.علاوة على ذلك,من القانوني تقديم التبغ إلى القاصر إذا كان مخصصًا للاستخدام فقط في الممارسات أو الاحتفالات الروحية أو الثقافية التقليدية للسكان الأصليين. \| \| نيو برونزويك \| لا يوجد \| 19[51] \| من غير القانوني بيع وتوريد منتجات التبغ لأي شخص يقل عمره عن18عامًا.من غير القانوني أيضًا محاولة شراء التبغ نيابةً عن شخص يقل عمره عن18عامًا أو بغرض إعادة بيعه له. \| \| نيوفندلاند ولابرادور \| لا يوجد \| 19[52] \| من غير القانوني بيع أو إعطاء أو تقديم التبغ,بشكل مباشر أو غير مباشر,لشخص يقل عمره عن18عامًا. \| \| الأقاليم الشمالية الغربية \| لا يوجد \| 18[53] \| لا يجوز لأي شخص أن يبيع أو يعرض أو يعرض بيع أو توريد التبغ أو أحد ملحقات التبغ لشخص يقل عمره عن18عامًا.لا يجوز لأي شخص يقل عمره عن18عامًا شراء أو محاولة شراء التبغ أو أحد ملحقات التبغ. \| \| نوفا سكوشا \| 19[54][55] \| 19[54][55] \| لا يجوز لأي بائع أو موظف لدى بائع بيع أو إعطاء التبغ أو أحد منتجات التبغ لشخص يقل عمره عن تسعة عشر عامًا.لا يجوز لأي شخص شراء التبغ أو منتج التبغ نيابةً عن أو بغرض إعادة بيعه أو إعطاء التبغ أو أحد منتجات التبغ لشخص يقل عمره عن تسعة عشر عامًا.لا يجوز لأي شخص دون سن التاسعة عشرة حيازة التبغ. \| \| نونافوت \| لا يوجد \| 19[56] \| لا يجوز لأي شخص بيع أو توريد أو عرض بيع أو توريد التبغ لشخص يقل عمره عن18عامًا. \| \| أونتاريو \| لا يوجد \| 19[57] \| لا يجوز لأي شخص بيع أو تقديم التبغ لشخص يقل عمره عن18عامًا.لا يجوز لأي شخص أن يبيع أو يقدم التبغ لشخص يبدو أن عمره أقل من25عامًا ما لم يطلب من الشخص تقديم بطاقة هوية ويقتنع بأن عمر الشخص لا يقل عن18عامًا. \| \| جزيرة الأمير إدوارد \| لا يوجد \| 21[58] \| لا يجوز لأي شخص بيع أو تقديم التبغ لشخص يقل عمره عن21عامًا.لا يجوز لأي شخص شراء أو محاولة شراء التبغ نيابةً عن شخص يقل عمره عن21عامًا أو بغرض إعادة بيعه له.من القانوني تقديم التبغ إلى القاصر إذا كان مخصصًا للاستخدام فقط في الممارسات أو الاحتفالات الروحية أو الثقافية التقليدية للسكان الأصليين.تم رفع الحد الأدنى للسن القانوني لبيع التبغ من18إلى21عامًا في1مارس2020,بعد إقرار مشروع قانون خاص بالأعضاء بالقراءة الثالثة في21نوفمبر2019,ومنح الموافقة الملكية في28نوفمبر2019.أعفى مشروع القانون الأفراد المولودين في أو قبل1مارس2001. \| \| كيبك \| لا يوجد \| 18[59] \| من غير القانوني بيع التبغ لأي شخص يقل عمره عن18عامًا.لا يجوز لمشغل محل بيع التبغ بالتجزئة أن يعطي التبغ لقاصر.لا يجوز لمشغل محل بيع التبغ بالتجزئة أن يبيع التبغ لشخص بالغ,إذا كان المشغل يعلم أن الشخص يشتري التبغ لقاصر. \| \| ساسكاتشوان \| لا يوجد \| 18[60] \| من غير القانوني بيع أو إقراض أو التنازل أو إعطاء أو إرسال التبغ لأي شخص يقل عمره عن18عامًا. \| \| يوكون \| 19 \| 19 \| حل قانون مراقبة وتنظيم منتجات التبغ والأبخرة الإلكترونية,الذي دخل حيز التنفيذ في5مارس2020,محل قانون الأماكن الخالية من التدخين لعام2008.يتضمن القانون الجديد تنظيم منتجات السجائر الالكترونية والبخار. \| |                   |             | |
| تشيلي | لا يوجد           | 18          | من غير القانوني بيع أي شكل من أشكال التبغ لشخص يقل عمره عن18عامًا. |
| كولومبيا | لا يوجد           | 18          | يحظر على أي فرد أو جهة اعتبارية أن تقوم بشكل مباشر أو غير مباشر ببيع منتجات التبغ ومشتقاته في أي من عروضها للقاصرين الذين تقل أعمارهم عن18عامًا.وفي حالة السؤال,يجب أن يطلب من كل مشتري التبغ إثبات أنه بلغ سن الرشد. |
| كوستاريكا | لا يوجد           | 18          | لا يجوز بيع منتجات التبغ للقاصرين.يلتزم بائعو المنتجات بالجملة أو التجزئة,على نفقتهم الخاصة,بعرض ملصقات مرئية وواضحة وموضعة بشكل بارز داخل أماكن البيع,تنص على حظر بيع منتجات التبغ للقاصرين. |
| كوبا | لا يوجد           | 18          | لا يمكن للقاصرين شراء التبغ بشكل قانوني,لكن المتاجر قد تبيعه لمن يبلغون من العمر13عامًا أو أكبر. |
| جزر كايمان | لا يوجد           | 18          | قانون التبغ,2007الجزء الخامس – القسم10:لا يجوز لأي شخص أن يبيع التبغ لقاصر. |
| جمهورية الدومينيكان | لا يوجد           | 18          | من غير القانوني بيع التبغ لشخص يقل عمره عن18عامًا. |
| الإكوادور | لا يوجد           | 18          | من غير القانوني بيع التبغ أو السماح ببيعه لقاصر أو بواسطته. |
| السلفادور | لا يوجد           | 18          | من غير القانوني بيع أو إعطاء التبغ لقاصر. |
| جزر فوكلاند | لا يوجد           | لا يوجد     | |
| غواتيمالا | 18                | 18          | من غير القانوني بيع منتجات التبغ لأي شخص يقل عمره عن18عامًا.يحظر استهلاك التبغ في الأماكن العامة من قبل القاصرين.(المرسوم رقم90-97,قانون الصحة,مبين في المادة50منه) |
| غيانا | لا يوجد           | 18          | لا يجوز بيع التبغ أو تقديمه لقاصر. |
| هايتي | لا يوجد           | 18          | |
| هندوراس | لا يوجد           | 21          | يحظر بيع وإعطاء المنتجات المشتقة من التبغ للأشخاص الذين تقل أعمارهم عن21عامًا. |
| جامايكا | لا يوجد           | 18          | [ 73 ] |
| المكسيك | لا يوجد           | 18          | [ 74 ] |
| نيكاراغوا | لا يوجد           | 18          | [ 75 ] |
| بنما | لا يوجد           | 18          | يحظر بيع منتجات التبغ للقاصرين. |
| باراغواي | لا يوجد           | 18          | من غير القانوني بيع منتجات التبغ لأي شخص يقل عمره عن18عامًا. |
| بيرو | 18                | 18          | يحظر بيع منتجات التبغ للقاصرين الذين تقل أعمارهم عن18عامًا. |
| ترينيداد وتوباغو | لا يوجد           | 18          | لا يجوز بيع التبغ لطفل يقل عمره عن18عامًا أو من خلاله. |
| الولايات المتحدة | يختلف حسب الولاية | 21          | منذ20ديسمبر2019,أصبح سن التدخين في جميع الولايات والأقاليم الأمريكية ومقاطعة كولومبيا هو21عامًا. |
| الأوروغواي | لا يوجد           | 18          | من غير القانوني بيع التبغ لقاصر.يجب وضع إشعار واضح ومقروء مع حظر البيع لأي شخص يقل عمره عن18عامًا داخل وخارج المبنى. |
| فنزويلا | لا يوجد           | 18          | من غير القانوني بيع أو تقديم منتجات التبغ إلى أي شخص قاصر يقل عمره عن18عامًا. |
| اللوائح حسب المقاطعة والإقليم: |                   |             | |
| مقاطعة/الإقليم | سن التدخين        | سن الشراء   | الملاحظات |
| حكومة كندا | لا يوجد           | 18          | من غير القانوني بيع أو تقديم منتجات التبغ لقاصر يقل عمره عن18عامًا. كان الحد الأدنى للسن16عامًا قبل عام1994. |
| ألبرتا | 18                | 18          | من غير القانوني بيع أو تقديم منتجات التبغ لقاصر يقل عمره عن18عامًا. |
| كولومبيا البريطانية | لا يوجد           | 19          | |
| مانيتوبا | لا يوجد           | 18          | من غير القانوني بيع أو إعطاء أو شراء أو إقراض أو تقديم منتجات التبغ لأي شخص يقل عمره عن18عامًا.يمكن للوالدين تقديم منتجات التبغ لأطفالهم في الممتلكات الخاصة.علاوة على ذلك,من القانوني تقديم التبغ إلى القاصر إذا كان مخصصًا للاستخدام فقط في الممارسات أو الاحتفالات الروحية أو الثقافية التقليدية للسكان الأصليين. |
| نيو برونزويك | لا يوجد           | 19          | من غير القانوني بيع وتوريد منتجات التبغ لأي شخص يقل عمره عن18عامًا.من غير القانوني أيضًا محاولة شراء التبغ نيابةً عن شخص يقل عمره عن18عامًا أو بغرض إعادة بيعه له. |
| نيوفندلاند ولابرادور | لا يوجد           | 19          | من غير القانوني بيع أو إعطاء أو تقديم التبغ,بشكل مباشر أو غير مباشر,لشخص يقل عمره عن18عامًا. |
| الأقاليم الشمالية الغربية | لا يوجد           | 18          | لا يجوز لأي شخص أن يبيع أو يعرض أو يعرض بيع أو توريد التبغ أو أحد ملحقات التبغ لشخص يقل عمره عن18عامًا.لا يجوز لأي شخص يقل عمره عن18عامًا شراء أو محاولة شراء التبغ أو أحد ملحقات التبغ. |
| نوفا سكوشا | 19                | 19          | لا يجوز لأي بائع أو موظف لدى بائع بيع أو إعطاء التبغ أو أحد منتجات التبغ لشخص يقل عمره عن تسعة عشر عامًا.لا يجوز لأي شخص شراء التبغ أو منتج التبغ نيابةً عن أو بغرض إعادة بيعه أو إعطاء التبغ أو أحد منتجات التبغ لشخص يقل عمره عن تسعة عشر عامًا.لا يجوز لأي شخص دون سن التاسعة عشرة حيازة التبغ. |
| نونافوت | لا يوجد           | 19          | لا يجوز لأي شخص بيع أو توريد أو عرض بيع أو توريد التبغ لشخص يقل عمره عن18عامًا. |
| أونتاريو | لا يوجد           | 19          | لا يجوز لأي شخص بيع أو تقديم التبغ لشخص يقل عمره عن18عامًا.لا يجوز لأي شخص أن يبيع أو يقدم التبغ لشخص يبدو أن عمره أقل من25عامًا ما لم يطلب من الشخص تقديم بطاقة هوية ويقتنع بأن عمر الشخص لا يقل عن18عامًا. |
| جزيرة الأمير إدوارد | لا يوجد           | 21          | لا يجوز لأي شخص بيع أو تقديم التبغ لشخص يقل عمره عن21عامًا.لا يجوز لأي شخص شراء أو محاولة شراء التبغ نيابةً عن شخص يقل عمره عن21عامًا أو بغرض إعادة بيعه له.من القانوني تقديم التبغ إلى القاصر إذا كان مخصصًا للاستخدام فقط في الممارسات أو الاحتفالات الروحية أو الثقافية التقليدية للسكان الأصليين.تم رفع الحد الأدنى للسن القانوني لبيع التبغ من18إلى21عامًا في1مارس2020,بعد إقرار مشروع قانون خاص بالأعضاء بالقراءة الثالثة في21نوفمبر2019,ومنح الموافقة الملكية في28نوفمبر2019.أعفى مشروع القانون الأفراد المولودين في أو قبل1مارس2001. |
| كيبك | لا يوجد           | 18          | من غير القانوني بيع التبغ لأي شخص يقل عمره عن18عامًا.لا يجوز لمشغل محل بيع التبغ بالتجزئة أن يعطي التبغ لقاصر.لا يجوز لمشغل محل بيع التبغ بالتجزئة أن يبيع التبغ لشخص بالغ,إذا كان المشغل يعلم أن الشخص يشتري التبغ لقاصر. |
| ساسكاتشوان | لا يوجد           | 18          | من غير القانوني بيع أو إقراض أو التنازل أو إعطاء أو إرسال التبغ لأي شخص يقل عمره عن18عامًا. |
| يوكون | 19                | 19          | حل قانون مراقبة وتنظيم منتجات التبغ والأبخرة الإلكترونية,الذي دخل حيز التنفيذ في5مارس2020,محل قانون الأماكن الخالية من التدخين لعام2008.يتضمن القانون الجديد تنظيم منتجات السجائر الالكترونية والبخار. |

### آسيا

الحد الأدنى لسن شراء التبغ في آسيا اعتبارًا من عام2022
غير قانوني في أي عمر
الحد الأدنى للعمر هو 21
الحد الأدنى للعمر هو 20
الحد الأدنى للعمر هو 19
الحد الأدنى للعمر هو 18
الحد الأدنى للعمر هو 17
الحد الأدنى للعمر هو 16
لا يوجد حد أدنى للعمر أو غير معروف

| البلد          | حكم القانون | حكم القانون | الملاحظات |
| البلد          | سن التدخين  | سن الشراء   | الملاحظات |
| -------------- | ----------- | ----------- | --- |
| أفغانستان      | غير قانوني  | غير قانوني  | حظرت طالبان التبغ في عام2022. |
| البحرين        | لا يوجد     | 18          | من غير القانوني بيع السجائر أو أي نوع آخر من أنواع التبغ لشخص يقل عمره عن18عامًا. |
| بوتان          | 18          | 18          | كان بيع التبغ غير قانوني في بوتان من عام2004إلى عام2021. |
| بروناي         | 18          | 18          | من غير القانوني بيع أو إعطاء أو تقديم منتجات التبغ لأي شخص يقل عمره عن18عامًا.من غير القانوني للقاصرين حيازة أو شراء أو استهلاك منتجات التبغ. |
| بنغلاديش       | 16          | 16          | من غير القانوني بيع منتجات التبغ لأي شخص يقل عمره عن16عامًا.يتمتع أي ضابط شرطة يرتدي الزي الرسمي أو أي شخص آخر أو فئة من الأشخاص المرخص لهم من قبل الحكومة بسلطة مصادرة وتدمير منتجات التبغ لأي شخص يقل عمره عن16عامًا ويجده مدخنًا في الأماكن العامة. |
| كمبوديا        | لا يوجد     | 18          | أي بيع أو توزيع جميع أنواع منتجات التبغ على الأشخاص الذين تقل أعمارهم عن18عامًا أو على النساء الحوامل اللاتي يكون حملهن واضحًا أو محققًا,يجب أن يعاقب عليه بالسجن لمدة ستة أيام إلى شهر واحد وغرامة قدرها100000ريال إلى مليون ريال. |
| الصين          | لا يوجد     | 18          | من غير القانوني بيع منتجات التبغ للقاصرين.لا يجوز لأحد أن يدخن في المدرسة أو المباني التعليمية.يتم تطبيقه بشكل ضعيف لعدم تنفيذه. لا يوجد حد للعمر قبل28ديسمبر2006. |
| تيمور الشرقية  | لا يوجد     | 17          | من غير القانوني بيع وتوريد منتجات التبغ للأشخاص الذين تقل أعمارهم عن17عامًا. |
| هونغ كونغ      | لا يوجد     | 18          | من غير القانوني بيع أو إعطاء أو تقديم منتجات التبغ لأي شخص يقل عمره عن18عامًا. |
| الهند          | لا يوجد     | 18          | تنص المقترحات الحالية على رفع السن إلى21عاما. |
| إندونيسيا      | لا يوجد     | 18          | من غير القانوني بيع وتوريد منتجات التبغ للنساء الحوامل أو أي شخص يقل عمره عن18عامًا. |
| إيران          | لا يوجد     | 18          | من غير القانوني بيع وتوريد منتجات التبغ لأي شخص يقل عمره عن18عامًا.المخالفة ستؤدي إلى مصادرة التبغ من القاصر وغرامة على البائع. |
| العراق         | 18          | 18          | |
| الأردن         | 18          | 18          | من غير القانوني بيع التبغ لقاصر.كما أنه من غير القانوني توفير الأراجيل في المقاهي والمطاعم والأماكن المشابهة. |
| اليابان        | 20          | 20          | من غير القانوني تقديم التبغ للأشخاص الذين تقل أعمارهم عن20عامًا.ويعاقب عليها بغرامة قدرها10000ين. |
| كازاخستان      | لا يوجد     | 21          | [ 96 ] |
| الكويت         | لا يوجد     | 21          | من غير القانوني بيع أو إعطاء منتجات التبغ لأي شخص يقل عمره عن21عامًا. |
| قرغيزستان      | لا يوجد     | 18          | لا يجوز لأي قاصر بيع أو شراء منتجات التبغ. |
| لاوس           | لا يوجد     | 18          | من غير القانوني بيع وإعطاء منتجات التبغ للأشخاص الذين تقل أعمارهم عن18عامًا. |
| لبنان          | 18          | 18          | من غير القانوني بيع أو توزيع التبغ على القاصر. |
| ماكاو          | لا يوجد     | 18          | من غير القانوني بيع التبغ لشخص يقل عمره عن18عامًا.ليس من غير القانوني أن يدخن القاصر أو يحصل على التبغ من شخص في السن القانونية. |
| ماليزيا        | لا يوجد     | 18          | من غير القانوني بيع منتجات التبغ لقاصر. |
| المالديف       | لا يوجد     | 18          | من غير القانوني بيع منتجات التبغ لأي شخص يقل عمره عن18عامًا.يجب على بائع التجزئة التأكد من أن عمر المشتري لا يقل عن18عامًا.علاوة على ذلك,يجب عرض إشعار واضح المعالم في نقطة البيع يفيد بأن بيع التبغ للقاصرين غير قانوني. |
| منغوليا        | 21          | 21          | |
| نيبال          | لا يوجد     | 18          | من غير القانوني بيع أو توزيع منتجات التبغ على القاصرين والنساء الحوامل. |
| كوريا الشمالية | لا يوجد     | 17          | من غير القانوني بيع منتجات التبغ لقاصر.(قانون التبغ لا يحدد كلمة"قاصر",ولكن يتم بلوغ سن الرشد عند سن17عاما). |
| عُمان           | 18          | 18          | |
| باكستان        | لا يوجد     | 18          | من غير القانوني بيع التبغ لشخص يقل عمره عن18عامًا.يجب وضع إشعار واضح ومقروء مع قيود البيع في نقطة البيع. |
| فلسطين         | 18          | 18          | |
| الفلبين        | 18          | 18          | لا يجوز إلا للأشخاص الذين تزيد أعمارهم عن18عامًا شراء السجائر والتبغ بموجب"قانون التوقف من أجل الصحة".(أوقفوا التبغ والمنتجات الأخرى من أجل الصحة) |
| قطر            | لا يوجد     | 18          | من غير القانوني بيع السجائر أو أي نوع آخر من أنواع التبغ لشخص يقل عمره عن18عامًا. |
| السعودية       | 18          | 18          | |
| سنغافورة       | 21          | 21          | تتخذ سنغافورة وجهة نظر صارمة للغاية بشأن تدخين القاصرين.يبلغ سن التدخين الحالي في سنغافورة21عامًا,بعد أن تم رفعه من18عامًا سابقًا إلى18عامًا في1يناير2018ثم إلى20في1يناير2020.وتم رفعه مرة أخرى إلى21في1يناير2021. من غير القانوني بيع أو إعطاء أي منتج من منتجات التبغ,بشكل مباشر أو غير مباشر,لأي شخص دون السن القانونية,وأي شخص يتم القبض عليه وهو يفعل ذلك سيتعرض لعقوبات قاسية. سيتم اتهام أي شخص يتم القبض عليه وهو يبيع منتجات التبغ لشخص دون السن القانونية في المحكمة ويمكن تغريمه ما يصل إلى5000دولار سنغافوري للمخالفة الأولى,وما يصل إلى10000دولار للمخالفة الثانية والمخالفات اللاحقة.بالإضافة إلى ذلك,سيتم تعليق ترخيص التبغ للمتجر المعني لمدة6أشهر عند المخالفة الأولى,وسيتم إلغاؤه نهائيًا في المخالفة الثانية.ومع ذلك,إذا تم القبض على المتجر المعني وهو يبيع لقاصرين يرتدون الزي المدرسي,أو لقاصرين تقل أعمارهم عن12عامًا,فسيتم إلغاء ترخيص التبغ نهائيًا حتى عند أول مخالفة. سيتم فرض غرامة تصل إلى2500دولار سنغافوري على أي شخص يتم القبض عليه وهو يشتري منتجات التبغ لشخص دون السن القانونية في المحكمة,وما يصل إلى5000دولار سنغافوري في المرة الثانية والمخالفات اللاحقة. سيتم توجيه الاتهام إلى أي شخص يتم القبض عليه وهو يعطي منتجات التبغ لشخص دون السن القانونية في المحكمة,ويمكن تغريمه ما يصل إلى500دولار سنغافوري عن المخالفة الأولى,وما يصل إلى1000دولار سنغافوري عن المخالفة الثانية والمخالفات اللاحقة. من غير القانوني للقاصرين شراء أو استخدام أو امتلاك أي منتج تبغ في الأماكن العامة.عادةً ما يتم إعطاء القاصرين الذين يتم القبض عليهم وهم يفعلون ذلك تحذيرًا أو غرامة قدرها30دولارًا,مع إبلاغ المدرسة وأولياء الأمور وإجراءات المتابعة التي تتخذها المدرسة.سيتعين على القاصرين الذين يتم القبض عليهم أكثر من مرة حضور ما لا يقل عن جلستين استشاريتين للإقلاع عن التدخين لتفاقم جرائمهم.القاصرون الذين لا يلتزمون بالمتطلبات المذكورة أعلاه أو إذا تم القبض عليهم أربع مرات أو أكثر,يمكن توجيه الاتهام إليهم في المحكمة ويكونون عرضة لغرامة لا تتجاوز300دولار سنغافوري عند الإدانة. |
| كوريا الجنوبية | لا يوجد     | 19          | الحد العمري لشراء التبغ هو بعد1يناير من العام الذي يبلغ فيه الشخص18عامًا. |
| سريلانكا       | لا يوجد     | 21          | من المخالف للقانون بيع أي منتج من منتجات التبغ لشخص يقل عمره عن21عامًا. |
| سوريا          | لا يوجد     | 18          | من غير القانوني بيع أو إعطاء التبغ لشخص يقل عمره عن18عامًا. |
| تايوان         | 20          | 20          | من غير القانوني بيع أو تقديم التبغ للأشخاص الذين تقل أعمارهم عن20عامًا.من غير القانوني إجبار المرأة الحامل أو تحريضها أو استخدام وسائل أخرى لدفعها إلى التدخين.من غير القانوني أن تدخن المرأة الحامل أو أي شخص يقل عمره عن20عامًا.ولا توجد عقوبة على النساء الحوامل اللاتي يدخن. |
| طاجيكستان      | لا يوجد     | لا يوجد     | |
| تايلاند        | 20          | 20          | [ 114 ] |
| تركمانستان     | غير قانوني  | غير قانوني  | في يناير2016,ورد أن الرئيس قربان قولي بيردي محمدوف حظر مبيعات التبغ في تركمانستان. |
| الإمارات       | 18          | 18          | |
| أوزبكستان      | لا يوجد     | 20          | من غير القانوني بيع وتوريد منتجات التبغ للأشخاص الذين تقل أعمارهم عن20عامًا. |
| فيتنام         | 18          | 18          | من غير القانوني للأشخاص الذين تقل أعمارهم عن18عامًا استخدام وشراء وبيع منتجات التبغ.من غير القانوني بيع وإعطاء منتجات التبغ للأشخاص الذين تقل أعمارهم عن18عامًا. |
| اليمن          | لا يوجد     | لا يوجد     | |

### أوروبا
| البلد | حكم القانون                                                   | حكم القانون                                                   | الملاحظات |
| البلد | سن التدخين                                                    | سن الشراء                                                     | الملاحظات |
| --- | ------------------------------------------------------------- | ------------------------------------------------------------- | --- |
| ألبانيا | لا يوجد                                                       | 18                                                            | من غير القانوني بيع أو تقديم منتجات التبغ للقاصرين الذين تقل أعمارهم عن18عامًا.وعلى النقيض من ذلك,يقوم الكثير من الباعة ببيع السجائر للقاصرين في ألبانيا.يعد الحصول على منتجات التبغ أمرًا سهلاً للغاية بالنسبة للقاصرين على الرغم من القانون. |
| أرمينيا | لا يوجد                                                       | 18                                                            | من غير القانوني بيع منتجات التبغ لأي شخص يقل عمره عن18عامًا.لا يجوز للقاصرين بيع منتجات التبغ. لا يوجد حد أدنى للسن قبل24ديسمبر2004. |
| النمسا | 18                                                            | 18                                                            | يتم تنظيم الحد الأدنى للسن من قبل كل ولاية اتحادية,ولكنه على مستوى الدولة هو18عامًا.من غير القانوني في كل ولاية بيع أو إعطاء منتجات التبغ لشخص يقل عمره عن18عامًا,وكذلك الاستخدام من قبل شخص يقل عمره عن18عامًا في أي مكان عام. |
| أذربيجان | لا يوجد                                                       | 18                                                            | من غير القانوني بيع منتجات التبغ لأي شخص يقل عمره عن18عامًا.يجب أن تحتوي عبوة منتجات التبغ على تحذير يمنع بيعها للقاصرين. لا يوجد حد أدنى للسن قبل1يناير2002. |
| بيلاروس | لا يوجد                                                       | 18                                                            | (مرسوم رقم28لعام2002,القسم32."يُحظر بيع منتجات التبغ للمواطنين(من قبل المواطنين)في جمهورية بيلاروسيا والمواطنين الأجانب والأفراد الذين لا يحملون جنسية والذين تقل أعمارهم عن18عامًا.") |
| بلجيكا | لا يوجد                                                       | 18                                                            | ("يمنع بيع منتجات التبغ للشباب تحت سن18سنة ويمنع الإعلان عن منتجات التبغ.") |

الحد الأدنى لسن شراء التبغ في أوروبا اعتبارًا من عام2015:
الحد الأدنى للعمر هو 18 سنة
الحد الأدنى للعمر هو 16 سنة
اعتمادًا على الاختصاص
ملاحظة:التنظيم حسب الكانتون في سويسرا في الأسفل..

الحد الأدنى للسن هو16عامًا الحد الأدنى لسن شراء التبغ في سويسرا حسب الكانتون اعتبارًا من عام2015:
الحد الأدنى للسن هو 18
الحد الأدنى للسن هو 16
لا يوجد حد أدنى للعمر

| البوسنة والهرسك | 18                                                            | 18                                                            | من غير القانوني بيع منتجات التبغ وإهدائها لأي شخص يقل عمره عن18عامًا.من غير القانوني للقاصرين الذين تقل أعمارهم عن18عامًا تقديم منتجات التبغ وبيعها واستهلاكها. كان الحد الأدنى للسن15عامًا قبل28سبتمبر2004. لا يوجد حد أدنى للسن قبل8مارس1998. |
| بلغاريا | لا يوجد                                                       | 18                                                            | من غير القانوني بيع منتجات التبغ لأي شخص يقل عمره عن18عامًا. |
| كرواتيا | لا يوجد                                                       | 18                                                            | من غير القانوني بيع منتجات التبغ للقاصرين.تقع على عاتق أي مندوب مبيعات مسؤولية التأكد من عدم بيع التبغ للقاصرين وبالتالي طلب بطاقة هوية للتأكد من أن عمر المشتري لا يقل عن18عامًا.لا يجوز للقاصرين بيع منتجات التبغ. |
| قبرص | لا يوجد                                                       | 18                                                            | من غير القانوني بيع منتجات التبغ أو تقديمها إلى القاصر. "كل من يقدم أحد منتجات التبغ لقاصر يعتبر أنه ارتكب جريمة,وفي جميع الأحوال يحكم بإدانته,ويعاقب بغرامة لا تتجاوز ألف جنيه أو بالحبس لمدة لا تزيد على ستة أعوام".أشهر و/أو كلتا العقوبتين." |
| التشيك | لا يوجد                                                       | 18                                                            | يحظر بيع منتجات التبغ لأي شخص أقل من18عامًا.يُسمح ببيع منتجات التبغ والتبغ من خلال آلات البيع إذا لم يتم انتهاك سن شراء التبغ.يجب على البائع أن يضع إشعارًا مرئيًا بوضوح يوضح القيود المفروضة على بيع التبغ لأي شخص يقل عمره عن18عامًا.يجب أن يكون عمر الشخص الذي يبيع التبغ18عامًا أو أكثر,ما لم يكن القاصر يستعد لمهنة مستقبلية في قطاع الفنادق أو السياحة,كما نادل طباخ أو بائع.ومع ذلك,من السهل جدًا الحصول على منتجات التبغ للقاصرين نظرًا لأن العديد من البائعين لا يتحققون من العمر. كان الحد الأدنى للسن16عامًا قبل2سبتمبر1999.                                              |
| الدنمارك | لا يوجد                                                       | 18                                                            | كان الحد الأدنى للسن16عامًا قبل1سبتمبر2008. |
| إستونيا | 18                                                            | 18                                                            | الحد الأدنى لسن شراء منتجات التبغ أو التدخين في الأماكن العامة هو18عامًا.ولا يجوز للقاصرين حيازة منتجات التبغ أو التعامل معها. |
| فنلندا | 18                                                            | 18                                                            | قبل أكتوبر2010,لم يكن من غير القانوني للقاصرين التدخين في الأماكن العامة. كان الحد الأدنى للسن16عامًا قبل1مارس1995. |
| فرنسا | لا يوجد                                                       | 18                                                            | من غير القانوني بيع منتجات التبغ لأي شخص يقل عمره عن18عامًا.لا يجوز للقاصرين الذين تقل أعمارهم عن18عامًا التدخين في أي مدرسة أو في ممتلكات المدرسة.يحظر استخدام آلات البيع خارج محل بيع التبغ. قبل21يوليو2009,كان الحد الأدنى لسن شراء منتجات التبغ هو16عامًا. |
| جورجيا | لا يوجد                                                       | 18                                                            | من غير القانوني بيع منتجات التبغ للقاصرين الذين تقل أعمارهم عن18عامًا. |
| ألمانيا | 18                                                            | 18                                                            | ينص قانون حماية الأحداث [الإنجليزية] على أنه لا يجوز بيع منتجات التبغ للأطفال والشباب الذين تقل أعمارهم عن18عامًا ولا يجوز السماح لهم بالتدخين في الأماكن العامة.وهذا لا ينطبق على المراهقين المتزوجين. كان الحد الأدنى للسن18عامًا من10يونيو1943حتى1يناير1952. كان الحد الأدنى للسن16عامًا في الفترة من1يناير1952إلى1سبتمبر2007. |
| جبل طارق | 18                                                            | 18                                                            | من غير القانوني بيع وتقديم منتجات التبغ لأي شخص يقل عمره عن18عامًا.يجوز لأي ضابط شرطة مصادرة التبغ من القاصر علناً. كان الحد الأدنى للسن16عامًا قبل7يوليو2006. |
| اليونان | لا يوجد                                                       | 18                                                            | من غير القانوني بيع التبغ للقاصرين. |
| هنغاريا | 18                                                            | 18                                                            | من غير القانوني بيع منتجات التبغ أو تقديمها لأي شخص يقل عمره عن18عامًا.ومن غير القانوني التدخين تحت سن18عامًا.ويحظر بيع التبغ على مسافة200متر من المدارس ووحدات الرعاية الصحية. |
| آيسلندا | لا يوجد                                                       | 18                                                            | من غير القانوني بيع أو تسليم منتجات التبغ لأي شخص يقل عمره عن18عامًا.لا يجوز للقاصرين التعامل مع منتجات التبغ أو بيعها. لا يوجد حد أدنى للسن قبل1يناير1985. الحد الأدنى للسن هو16عامًا من1يناير1985إلى1أكتوبر1996. |
| أيرلندا | 18                                                            | 18                                                            | بيع التبغ للأشخاص الذين تقل أعمارهم عن18عامًا أمر غير قانوني.من غير القانوني شراء أو تدخين السجائر إذا كان عمرك أقل من18عامًا. كان الحد الأدنى للسن16عامًا قبل27مارس2002. |
| إيطاليا | لا يوجد                                                       | 18                                                            | من غير القانوني بيع منتجات التبغ لأي شخص يقل عمره عن18عامًا.يعاقب على الانتهاك بغرامة تتراوح بين250.00يورو و1000.00يورو.إذا تم انتهاك القانون أكثر من مرة,فسيتم زيادة الغرامة إلى500.00يورو و2000.00يورو وإلغاء ترخيص التبغ لمدة3أشهر على الأقل. كان الحد الأدنى لسن السجائر الإلكترونية16عامًا قبل1مايو2013. |
| كوسوفو | لا يوجد                                                       | لا يوجد                                                       | [ 149 ] |
| لاتفيا | 18                                                            | 18                                                            | يحظر بيع منتجات التبغ للأشخاص الذين تقل أعمارهم عن18عامًا. |
| ليختنشتاين | 16                                                            | 16                                                            | من غير القانوني لأي شخص يقل عمره عن16عامًا أن يمتلك أو يستخدم منتجات التبغ. |
| ليتوانيا | 18                                                            | 18                                                            | لا يوجد حد أدنى لسن التدخين قبل1مايو2015. |
| لوكسمبورغ | لا يوجد                                                       | 18                                                            | من غير القانوني بيع منتجات التبغ لأي شخص يقل عمره عن18عامًا. لا يوجد حد أدنى للسن قبل1يناير2006. تمت زيادة الحد الأدنى لسن الشراء من16إلى18عامًا في1أغسطس2017.. |
| مالطا | لا يوجد                                                       | 18                                                            | "لا يجوز لأي شخص أن يبيع أو يزود أو يوزع,على سبيل التعويض أو غيره,أي سجائر أو سيجار أو تبغ أو منتجات تبغ أو مستلزمات تدخين لأي شخص يقل عمره عن18عامًا,أو حث هذا الشخص بأي شكل من الأشكال على التدخين." |
| مولدوفا | لا يوجد                                                       | 18                                                            | من غير القانوني بيع التبغ لأي شخص يقل عمره عن18عامًا. |
| الجبل الأسود | لا يوجد                                                       | 18                                                            | من غير القانوني بيع التبغ لأي شخص يقل عمره عن18عامًا.ويجب وضع ملصق يتضمن قيود البيع في نقطة البيع. |
| هولندا | لا يوجد                                                       | 18                                                            | بيع التبغ للأشخاص الذين تقل أعمارهم عن18عامًا أمر غير قانوني.يحظر القانون تدخين التبغ في جميع المباني العامة وفي وسائل النقل العام.اعتبارًا من1يناير2004,يحق لكل موظف العمل في بيئة خالية من التدخين.يُحظر جميع أشكال الإعلان عن التبغ أو الترويج له أو رعايته.ولا يزال التدخين منتشرا في هولندا على الرغم من هذه الجهود.يمكن شراء التبغ من كل سوبر ماركت ومن المتاجر الأخرى. |
| مقدونيا الشمالية | لا يوجد                                                       | 18                                                            | من غير القانوني بيع التبغ لأي شخص يقل عمره عن18عامًا. |
| النرويج | لا يوجد                                                       | 18                                                            | لا يوجد حد عمري لاستخدام التبغ ولكن لا يجوز بيع السجائر أو التبغ السويدي للأشخاص الذين تقل أعمارهم عن18عامًا بموجب القانون.لا يُسمح بآلات البيع إلا عند تواجدها داخل متجر معتمد,مع المطالبة بشراء إيصال من أمين الصندوق أولاً. |
| بولندا | لا يوجد                                                       | 18                                                            | لا يُسمح للقاصرين بشراء منتجات التبغ. |
| البرتغال | 18                                                            | 18                                                            | من غير القانوني بيع أو إعطاء أي منتج من منتجات التبغ لقاصر,وكذلك استهلاك منتج التبغ في أي مكان عام من قبل قاصر.هناك اقتراح بحظر آلات البيع في الأماكن التي يمكن للأشخاص الذين تقل أعمارهم عن18عامًا الوصول إليها. كان الحد الأدنى للسن16عامًا قبل1يناير2008. |
| رومانيا | لا يوجد                                                       | 18                                                            | هناك حظر على بيع التبغ لمن تقل أعمارهم عن18عامًا.كما يُحظر استخدام آلات بيع التبغ.هناك حظر على القاصرين بالتدخين في الأماكن العامة مثل المتنزهات أو الشوارع,ويمكن أن تكون العقوبة غرامة قدرها100-500ليو إذا تم القبض على القاصرين |
| روسيا | لا يوجد                                                       | 18                                                            | يعتبر بيع منتجات التبغ بالتجزئة لأي شخص يقل عمره عن18عامًا جريمة. |
| صربيا | لا يوجد                                                       | 18                                                            | يحظر البيع للأشخاص الذين تقل أعمارهم عن18عامًا.وعلى النقيض من ذلك,يقوم الكثير من الباعة ببيع السجائر للقاصرين في صربيا.يعد الحصول على منتجات التبغ أمرًا سهلاً للغاية بالنسبة للقاصرين على الرغم من القانون. |
| سلوفاكيا | لا يوجد                                                       | 18                                                            | يحظر بيع التبغ لمن تقل أعمارهم عن18عامًا. |
| سلوفينيا | لا يوجد                                                       | 18                                                            | من غير القانوني بيع التبغ لأي شخص يقل عمره عن18عامًا.ويجب إبراز بطاقة الهوية أو جواز السفر إذا طلب ذلك. |
| إسبانيا | لا يوجد                                                       | 18                                                            | من غير القانوني بيع أي منتج تبغ أو مواد تدخين أخرى(مثل السجائر الإلكترونية)لشخص يقل عمره عن18عامًا. كان الحد الأدنى للسن16عامًا في معظم المناطق قبل1يناير2006. |
| السويد | لا يوجد                                                       | 18                                                            | من غير القانوني بيع التبغ أو توزيعه تجاريًا على شخص يقل عمره عن18عامًا. لا يوجد حد أدنى للسن قبل1يناير1997. |
| سويسرا \| الولايات/الأقاليم \| سن التدخين \| سن الشراء \| الملاحظات \| \| كانتون أرجاو \| لا يوجد \| 16 \| يعد بيع أو توريد أي منتج من منتجات التبغ(باستثناء الوالدين)إلى أي شخص يقل عمره عن16عامًا جريمة.[166] \| \| كانتون أبينزيل أوسيرهودن \| لا يوجد \| 16 \| يعد بيع أو تقديم أي منتج من منتجات التبغ لشخص يقل عمره عن16عامًا جريمة.[167] \| \| كانتون أبينزيل إينرهودن \| لا يوجد \| لا يوجد \| لا توجد لوائح كانتونية بشأن بيع وتوريد منتجات التبغ للقاصرين.[168] \| \| كانتون ريف بازل \| لا يوجد \| 18 \| بيع أي منتج من منتجات التبغ لقاصر أمر غير قانوني.إذا بدا أن عمر العميل أقل من18عامًا,فيجب على مندوب المبيعات التحقق من بطاقة هوية صالحة.[169] \| \| كانتون مدينة بازل \| لا يوجد \| 18 \| بيع أي منتج من منتجات التبغ لقاصر أمر غير قانوني.إذا بدا أن عمر العميل أقل من18عامًا,فيجب على مندوب المبيعات التحقق من بطاقة هوية صالحة.[170] \| \| كانتون برن \| لا يوجد 18(لدخول مرافق أو أماكن التدخين) \| 18 \| يعد بيع أو إعطاء أي منتج من منتجات التبغ لقاصر أمرًا غير قانوني.إذا بدا أن عمر العميل أقل من18عامًا,فيجب على مندوب المبيعات التحقق من بطاقة هوية صالحة.[171] \| \| كانتون فرايبورغ \| لا يوجد \| 16 \| يعد بيع أو تقديم أي منتج من منتجات التبغ لشخص يقل عمره عن16عامًا أمرًا غير قانوني.إذا بدا أن عمر العميل أقل من16عامًا,فيجب على مندوب المبيعات التحقق من بطاقة هوية صالحة.[172] \| \| كانتون جنيف \| لا يوجد \| 18 \| [173] \| \| كانتون غلاروس \| لا يوجد \| 16 \| يعد بيع أو تقديم أي منتج من منتجات الحد الأقصى لمدة لا تزيد عن16سنة غير قانوني.إذا بدا أن عمر العميل أقل من16عامًا,فيجب الحصول على مستندات التحقق من البطاقة هوية صالحة.[174] \| \| كانتون غراوبوندن \| لا يوجد \| 16 \| [175] \| \| كانتون جورا \| لا يوجد \| 18 \| من غير القانوني بيع أو توفير التبغ لقاصر.[176] \| \| كانتون لوتسيرن \| لا يوجد \| 16 \| يعد بيع أي منتج من منتجات التبغ لشخص يقل عمره عن16عامًا أمرًا غير قانوني.[177] \| \| كانتون نيوشاتل \| لا يوجد \| 18 \| بيع أي منتج من منتجات التبغ لقاصر أمر غير قانوني.[178] \| \| كانتون نيدفالدن \| لا يوجد \| 18 \| بيع أي منتج من منتجات التبغ لقاصر أمر غير قانوني.[179] \| \| كانتون أوبفالدن \| لا يوجد \| لا يوجد \| لا توجد لوائح كانتونية بشأن بيع وتوريد منتجات التبغ للقاصرين.[168] \| \| كانتون شافهوزن \| لا يوجد \| 18 \| بيع أي منتج من منتجات التبغ لقاصر أمر غير قانوني.[168] \| \| كانتون شفيتس \| لا يوجد \| لا يوجد \| لا توجد لوائح كانتونية بشأن بيع وتوريد منتجات التبغ للقاصرين.[168] \| \| كانتون سولوتورن \| لا يوجد \| 16 \| يعد بيع أي منتج من منتجات التبغ لشخص يقل عمره عن16عامًا أمرًا غير قانوني.[180] \| \| كانتون سانت غالن \| لا يوجد \| 16 \| يعد بيع أو تقديم أي منتج من منتجات التبغ لشخص يقل عمره عن16عامًا أمرًا غير قانوني.إذا بدا أن عمر العميل أقل من16عامًا,فيجب على مندوب المبيعات التحقق من بطاقة هوية صالحة.[181] \| \| كانتون تورغاو \| لا يوجد \| 16 \| يعد بيع أو تقديم أي منتج من منتجات التبغ لشخص يقل عمره عن16عامًا أمرًا غير قانوني.إذا بدا أن عمر العميل أقل من16عامًا,فيجب على مندوب المبيعات التحقق من بطاقة هوية صالحة.[182] \| \| كانتون تيسينو \| لا يوجد \| 18 \| بيع أي منتج من منتجات التبغ لقاصر أمر غير قانوني.[168] \| \| كانتون أوري \| لا يوجد \| 16 \| يعد بيع أو تقديم أي منتج من منتجات التبغ لشخص يقل عمره عن16عامًا أمرًا غير قانوني.[183] \| \| كانتون فاليه \| لا يوجد \| 16 \| يعد بيع أو تقديم أي منتج من منتجات التبغ لشخص يقل عمره عن16عامًا أمرًا غير قانوني.وتخطط حكومة الكانتون حاليًا لرفع الحد الأدنى للسن إلى18عامًا.[184] \| \| كانتون فود \| لا يوجد \| 18 \| بيع أي منتج من منتجات التبغ لقاصر أمر غير قانوني.[185] \| \| كانتون تسوغ \| لا يوجد \| 18 \| بيع أي منتج من منتجات التبغ لقاصر أمر غير قانوني.[186] \| \| كانتون زيورخ \| لا يوجد \| 16 \| يعد بيع أو تقديم أي منتج من منتجات التبغ لشخص يقل عمره عن16عامًا أمرًا غير قانوني.إذا بدا أن عمر العميل أقل من16عامًا,فيجب على مندوب المبيعات التحقق من بطاقة هوية صالحة.[187] \| |                                                               |                                                               | |
| تركيا | لا يوجد                                                       | 18                                                            | |
| أوكرانيا | لا يوجد                                                       | 18                                                            | |
| المملكة المتحدة | 18(الشراء بحكم القانون)16(الحيازة العامة والشراء بحكم الواقع) | 18(الشراء بحكم القانون)16(الحيازة العامة والشراء بحكم الواقع) | إنجلترا و ويلز: · من غير القانوني بيع التبغ لأي شخص يقل عمره عن18عامًا.الحد الأدنى لسن التدخين في الأماكن العامة هو16عامًا,ومن واجب السلطات مصادرة أي تبغ أو أوراق سجائر بحوزة أي شخص يبدو أنه يقل عمره عن16عامًا.يحق للأشخاص الذين تزيد أعمارهم عن17عامًا الحصول على إعفاء من الرسوم الجمركية لمنتجات التبغ. · كان الحد الأدنى لسن الشراء16عامًا من عام1908إلى1أكتوبر2007. لا يوجد حد أدنى للسن قبل عام1908. |
| المملكة المتحدة | 18                                                            | 18                                                            | اسكتلندا:الشخص الذي يبيع أحد منتجات التبغ أو أوراق السجائر لشخص يقل عمره عن18عامًا يرتكب جريمة.أي شخص يقل عمره عن18عامًا يشتري أو يحاول شراء منتج تبغ أو أوراق سجائر يرتكب جريمة,وكذلك الشخص البالغ الذي يشتري عن عمد منتج تبغ أو أوراق سجائر نيابة عن شخص يقل عمره عن18عامًا.لديه أسباب معقولة للاشتباه في أن عمر شخص ما في مكان عام هو أقل من18عامًا,وقد تتطلب حيازة منتج التبغ أو أوراق السجائر من الشخص تسليم منتج التبغ.الاستيراد:يحق للأشخاص الذين تزيد أعمارهم عن17عامًا الحصول على إعفاء من الرسوم الجمركية لمنتجات التبغ. · كان الحد الأدنى للسن16عامًا قبل30سبتمبر2007. |
| المملكة المتحدة | 18                                                            | 18                                                            | أي شخص يبيع لشخص يقل عمره عن18عامًا أي تبغ أو أوراق سجائر,سواء لاستخدامه الخاص أم لا,يعتبر مذنبًا بارتكاب جريمة.يجوز لعضو في دائرة الشرطة في أيرلندا الشمالية مصادرة أي أوراق تبغ أو سجائر بحوزة أي شخص يبدو أنه يقل عمره عن18عامًا ويجده يدخن في أي شارع أو مكان عام. كان الحد الأدنى للسن16عامًا قبل1سبتمبر2008. |
| اللوائح حسب الكانتون: |                                                               |                                                               | |
| الولايات/الأقاليم | سن التدخين                                                    | سن الشراء                                                     | الملاحظات |
| كانتون أرجاو | لا يوجد                                                       | 16                                                            | يعد بيع أو توريد أي منتج من منتجات التبغ(باستثناء الوالدين)إلى أي شخص يقل عمره عن16عامًا جريمة. |
| كانتون أبينزيل أوسيرهودن | لا يوجد                                                       | 16                                                            | يعد بيع أو تقديم أي منتج من منتجات التبغ لشخص يقل عمره عن16عامًا جريمة. |
| كانتون أبينزيل إينرهودن | لا يوجد                                                       | لا يوجد                                                       | لا توجد لوائح كانتونية بشأن بيع وتوريد منتجات التبغ للقاصرين. |
| كانتون ريف بازل | لا يوجد                                                       | 18                                                            | بيع أي منتج من منتجات التبغ لقاصر أمر غير قانوني.إذا بدا أن عمر العميل أقل من18عامًا,فيجب على مندوب المبيعات التحقق من بطاقة هوية صالحة. |
| كانتون مدينة بازل | لا يوجد                                                       | 18                                                            | بيع أي منتج من منتجات التبغ لقاصر أمر غير قانوني.إذا بدا أن عمر العميل أقل من18عامًا,فيجب على مندوب المبيعات التحقق من بطاقة هوية صالحة. |
| كانتون برن | لا يوجد 18(لدخول مرافق أو أماكن التدخين)                      | 18                                                            | يعد بيع أو إعطاء أي منتج من منتجات التبغ لقاصر أمرًا غير قانوني.إذا بدا أن عمر العميل أقل من18عامًا,فيجب على مندوب المبيعات التحقق من بطاقة هوية صالحة. |
| كانتون فرايبورغ | لا يوجد                                                       | 16                                                            | يعد بيع أو تقديم أي منتج من منتجات التبغ لشخص يقل عمره عن16عامًا أمرًا غير قانوني.إذا بدا أن عمر العميل أقل من16عامًا,فيجب على مندوب المبيعات التحقق من بطاقة هوية صالحة. |
| كانتون جنيف | لا يوجد                                                       | 18                                                            | [ 173 ] |
| كانتون غلاروس | لا يوجد                                                       | 16                                                            | يعد بيع أو تقديم أي منتج من منتجات الحد الأقصى لمدة لا تزيد عن16سنة غير قانوني.إذا بدا أن عمر العميل أقل من16عامًا,فيجب الحصول على مستندات التحقق من البطاقة هوية صالحة. |
| كانتون غراوبوندن | لا يوجد                                                       | 16                                                            | [ 175 ] |
| كانتون جورا | لا يوجد                                                       | 18                                                            | من غير القانوني بيع أو توفير التبغ لقاصر. |
| كانتون لوتسيرن | لا يوجد                                                       | 16                                                            | يعد بيع أي منتج من منتجات التبغ لشخص يقل عمره عن16عامًا أمرًا غير قانوني. |
| كانتون نيوشاتل | لا يوجد                                                       | 18                                                            | بيع أي منتج من منتجات التبغ لقاصر أمر غير قانوني. |
| كانتون نيدفالدن | لا يوجد                                                       | 18                                                            | بيع أي منتج من منتجات التبغ لقاصر أمر غير قانوني. |
| كانتون أوبفالدن | لا يوجد                                                       | لا يوجد                                                       | لا توجد لوائح كانتونية بشأن بيع وتوريد منتجات التبغ للقاصرين. |
| كانتون شافهوزن | لا يوجد                                                       | 18                                                            | بيع أي منتج من منتجات التبغ لقاصر أمر غير قانوني. |
| كانتون شفيتس | لا يوجد                                                       | لا يوجد                                                       | لا توجد لوائح كانتونية بشأن بيع وتوريد منتجات التبغ للقاصرين. |
| كانتون سولوتورن | لا يوجد                                                       | 16                                                            | يعد بيع أي منتج من منتجات التبغ لشخص يقل عمره عن16عامًا أمرًا غير قانوني. |
| كانتون سانت غالن | لا يوجد                                                       | 16                                                            | يعد بيع أو تقديم أي منتج من منتجات التبغ لشخص يقل عمره عن16عامًا أمرًا غير قانوني.إذا بدا أن عمر العميل أقل من16عامًا,فيجب على مندوب المبيعات التحقق من بطاقة هوية صالحة. |
| كانتون تورغاو | لا يوجد                                                       | 16                                                            | يعد بيع أو تقديم أي منتج من منتجات التبغ لشخص يقل عمره عن16عامًا أمرًا غير قانوني.إذا بدا أن عمر العميل أقل من16عامًا,فيجب على مندوب المبيعات التحقق من بطاقة هوية صالحة. |
| كانتون تيسينو | لا يوجد                                                       | 18                                                            | بيع أي منتج من منتجات التبغ لقاصر أمر غير قانوني. |
| كانتون أوري | لا يوجد                                                       | 16                                                            | يعد بيع أو تقديم أي منتج من منتجات التبغ لشخص يقل عمره عن16عامًا أمرًا غير قانوني. |
| كانتون فاليه | لا يوجد                                                       | 16                                                            | يعد بيع أو تقديم أي منتج من منتجات التبغ لشخص يقل عمره عن16عامًا أمرًا غير قانوني.وتخطط حكومة الكانتون حاليًا لرفع الحد الأدنى للسن إلى18عامًا. |
| كانتون فود | لا يوجد                                                       | 18                                                            | بيع أي منتج من منتجات التبغ لقاصر أمر غير قانوني. |
| كانتون تسوغ | لا يوجد                                                       | 18                                                            | بيع أي منتج من منتجات التبغ لقاصر أمر غير قانوني. |
| كانتون زيورخ | لا يوجد                                                       | 16                                                            | يعد بيع أو تقديم أي منتج من منتجات التبغ لشخص يقل عمره عن16عامًا أمرًا غير قانوني.إذا بدا أن عمر العميل أقل من16عامًا,فيجب على مندوب المبيعات التحقق من بطاقة هوية صالحة. |

### أوقيانوسيا
| أستراليا \| مقاطعة/الإقليم \| سن التدخين \| سن الشراء \| الملاحظات \| \| إقليم العاصمة الأسترالية \| لا يوجد \| 18 \| من غير القانوني بيع منتجات التبغ لشخص يقل عمره عن18عامًا.[194] علاوة على ذلك,من غير القانوني شراء منتج التبغ لقاصر.[195] \| \| نيوساوث ويلز \| لا يوجد \| 18 \| من غير القانوني بيع أي منتج من منتجات التبغ أو غير التبغ لشخص يقل عمره عن18عامًا.[196] \| \| الإقليم الشمالي \| لا يوجد \| 18 \| من غير القانوني بيع أي منتج من منتجات التبغ لقاصر أو نيابة عن قاصر.من غير القانوني التدخين في السيارة بوجود شخص يقل عمره عن18عامًا.[197][198] \| \| كوينزلاند \| لا يوجد \| 18 \| من غير القانوني أن يقوم شخص بالغ بإعطاء منتج التبغ لشخص يقل عمره عن18عامًا؛ ومع ذلك,فإن الشخص البالغ المسؤول عن الطفل لا يرتكب جريمة من خلال تقديم منتج تدخين للطفل.[199] \| \| جنوب أستراليا \| لا يوجد \| 18 \| يعد تقديم أي منتج من منتجات التبغ لشخص يقل عمره عن18عامًا جريمة.[200] \| \| تسمانيا \| لا يوجد \| 18 \| من غير القانوني بيع أو تقديم التبغ لشخص يقل عمره عن18عامًا. كان الحد الأدنى للسن16عامًا قبل1يناير1997.[201] \| \| فيكتوريا \| لا يوجد \| 18 \| من غير القانوني تقديم التبغ لقاصر.يعد التدخين في السيارة بوجود شخص أقل من18عامًا جريمة.[202] \| \| أستراليا الغربية \| لا يوجد \| 18 \| من غير القانوني بيع أو تسليم أو توريد التبغ أو أدوات التدخين إلى قاصر.الشراء نيابة عن الأشخاص الذين تقل أعمارهم عن18عامًا محظور.[203][204] \| | لا يوجد    | 18                                     | من غير القانوني بيع التبغ وتزويده لقاصر. | من غير القانوني بيع التبغ وتزويده لقاصر. | من غير القانوني بيع التبغ وتزويده لقاصر. | من غير القانوني بيع التبغ وتزويده لقاصر. |
| فيجي | لا يوجد    | 18                                     | من غير القانوني بيع التبغ وتزويده لقاصر. |                                          |                                          |                                          |
| ولايات ميكرونيسيا المتحدة | 18         | 18                                     | من غير القانوني بيع التبغ وتزويده لقاصر. |                                          |                                          |                                          |
| نيوزيلندا | لا يوجد    | 18                                     | من غير القانوني بيع وتوريد منتجات التبغ لقاصر يقل عمره عن18عامًا: ومن المتوقع ألا يتمكن أي شخص ولد بعد31ديسمبر2008من شراء منتجات التبغ. لا يوجد حد أدنى للسن قبل عام1903. الحد الأدنى للعمر15سنة من1903إلى1988. الحد الأدنى للعمر16سنة من1988إلى1998.                                    |                                          |                                          |                                          |
| بالاو | لا يوجد    | 18 21(Only rolling papers and التنباك) | من غير القانوني بيع أو إعطاء منتجات التبغ لأي شخص يقل عمره عن18عامًا.إذا بدا أن عمر المشتري أقل من30عامًا,فيجب التحقق من الهوية قبل البيع.من غير القانوني توظيف أي شخص يقل عمره عن21عامًا في التعامل مع منتجات التبغ.من غير القانوني بيع ورق لف السجار والايلوس لأي شخص يقل عمره عن21عامًا. |                                          |                                          |                                          |
| بابوا غينيا الجديدة | لا يوجد    | 18                                     | من غير القانوني بيع أو إعطاء التبغ لشخص يقل عمره عن18عامًا. |                                          |                                          |                                          |
| ساموا | 21         | 21                                     | من غير القانوني بيع التبغ لأي شخص يقل عمره عن21عامًا.ليس من غير القانوني لأي شخص يقل عمره عن21عامًا أن يمتلك أو يدخن التبغ في الأماكن العامة. |                                          |                                          |                                          |
| جزر سليمان | لا يوجد    | 18                                     | من غير القانوني بيع أو إعطاء أو توفير التبغ لقاصر. |                                          |                                          |                                          |
| تونغا | لا يوجد    | 18                                     | من غير القانوني بيع أو إعطاء أو توفير التبغ لقاصر. |                                          |                                          |                                          |
| توكيلاو | 16         | 16                                     | من غير القانوني أن يدخن الشخص الذي يقل عمره عن16عامًا التبغ. |                                          |                                          |                                          |
| فانواتو | 18         | 18                                     | من غير القانوني بيع التبغ للأشخاص الذين تقل أعمارهم عن18عامًا.ومن غير القانوني للأشخاص الذين تقل أعمارهم عن18عامًا تدخين التبغ. |                                          |                                          |                                          |
| اللوائح حسب الولاية/الإقليم: |            |                                        | |                                          |                                          |                                          |
| مقاطعة/الإقليم | سن التدخين | سن الشراء                              | الملاحظات |                                          |                                          |                                          |
| إقليم العاصمة الأسترالية | لا يوجد    | 18                                     | من غير القانوني بيع منتجات التبغ لشخص يقل عمره عن18عامًا. علاوة على ذلك,من غير القانوني شراء منتج التبغ لقاصر. |                                          |                                          |                                          |
| نيوساوث ويلز | لا يوجد    | 18                                     | من غير القانوني بيع أي منتج من منتجات التبغ أو غير التبغ لشخص يقل عمره عن18عامًا. |                                          |                                          |                                          |
| الإقليم الشمالي | لا يوجد    | 18                                     | من غير القانوني بيع أي منتج من منتجات التبغ لقاصر أو نيابة عن قاصر.من غير القانوني التدخين في السيارة بوجود شخص يقل عمره عن18عامًا. |                                          |                                          |                                          |
| كوينزلاند | لا يوجد    | 18                                     | من غير القانوني أن يقوم شخص بالغ بإعطاء منتج التبغ لشخص يقل عمره عن18عامًا؛ ومع ذلك,فإن الشخص البالغ المسؤول عن الطفل لا يرتكب جريمة من خلال تقديم منتج تدخين للطفل. |                                          |                                          |                                          |
| جنوب أستراليا | لا يوجد    | 18                                     | يعد تقديم أي منتج من منتجات التبغ لشخص يقل عمره عن18عامًا جريمة. |                                          |                                          |                                          |
| تسمانيا | لا يوجد    | 18                                     | من غير القانوني بيع أو تقديم التبغ لشخص يقل عمره عن18عامًا. كان الحد الأدنى للسن16عامًا قبل1يناير1997. |                                          |                                          |                                          |
| فيكتوريا | لا يوجد    | 18                                     | من غير القانوني تقديم التبغ لقاصر.يعد التدخين في السيارة بوجود شخص أقل من18عامًا جريمة. |                                          |                                          |                                          |
| أستراليا الغربية | لا يوجد    | 18                                     | من غير القانوني بيع أو تسليم أو توريد التبغ أو أدوات التدخين إلى قاصر.الشراء نيابة عن الأشخاص الذين تقل أعمارهم عن18عامًا محظور. |                                          |                                          |                                          |

## اللوائح التاريخية

الحد الأدنى لسن شراء التبغ في الاتحاد الأوروبي اعتبارًا من عام1995: الحد الأدنى للعمر كان 18 عامًا الحد الأدنى للعمر كان 16 عامًا لا يوجد حد أدنى للسن
الحد الأدنى لسن شراء التبغ في الولايات المتحدة الأمريكية اعتبارًا من عام1989:[217] الحد الأدنى للعمر كان 19
الحد الأدنى لسن شراء التبغ في الولايات المتحدة قبل20ديسمبر2019: الحد الأدنى للعمر كان 21 الحد الأدنى للعمر كان 19 الحد الأدنى للعمر كان 18
  الحد الأدنى للعمر كان 18
  الحد الأدنى للعمر كان 17
  الحد الأدنى للعمر كان 16
  لا يوجد حد أدنى للسن
- الحد الأدنى لسن شراء التبغ في الولايات المتحدة قبل20ديسمبر2019:
  الحد الأدنى للعمر كان 21
  الحد الأدنى للعمر كان 19
  الحد الأدنى للعمر كان 18

## عمر استخدام القنب

الحد الأدنى لسن حيازة وشراء الحشيش اعتبارًا من سبتمبر2023*
الحد الأدنى للعمر هو 21
الحد الأدنى للعمر هو 20
الحد الأدنى للعمر هو 19
الحد الأدنى للعمر هو 18
- قد يشمل القوانين التي لم تدخل حيز التنفيذ بعد.تسمح واشنطن العاصمة باستخدام القنب لأغراض ترفيهية,ولكن ليس مبيعاته.

منذ عام2021,شرعت ولايات قضائية مختلفة في جميع أنحاء العالم القنب للاستخدام الترفيهي.في المكسيك والأوروغواي والولايات القضائية القانونية للقنب في الولايات المتحدة,تتطابق السن القانونية لحيازة القنب أو شرائه مع سن شراء التبغ(18عاما في المكسيك وأوروغواي و21عاما في الولايات المتحدة).في كندا,السن القانوني لحيازة أو شراء القنب هو18عاما في جميع المقاطعات والأقاليم باستثناء ألبرتا(18)وكيبيك(21).وبالتالي,هناك ثلاث مقاطعات كندية(مانيتوبا وكيبيك وساسكاتشوان)وإقليمان(الأقاليم الشمالية الغربية ويوكون)حيث يكون سن شراء التبغ أقل من سن حيازة وشراء القنب,وهناك مقاطعة واحدة(جزيرة الأمير إدوارد)حيث يكون سن شراء التبغ أعلى.قبل ديسمبر2019,عندما رفعت الولايات المتحدة سن شراء التبغ إلى21في جميع الولايات والأقاليم,كانت أعمار شراء التبغ في العديد من الولايات الأمريكية أقل من أعمار حيازة القنب وشرائه.